# Суворов, Василий Иванович (генерал-аншеф)
Васи́лий Ива́нович Суво́ров (1705—1775) — деятель тайной канцелярии, генерал-аншеф, сенатор, генерал-губернатор Восточной Пруссии в 1761—1762 годах. Отец генералиссимуса Александра Васильевича Суворова.

## Биография
Сын генерального войскового писаря Ивана Григорьевича Суворова (1670—1715) и его жены Марфы Ивановны. Крестник Петра Великого, у которого начал службу денщиком (адъютантом) и переводчиком. По кончине императора был выпущен лейб-гвардии от бомбардир-сержантом. Старинная легенда о том, что на склоне лет его отец стал протоиереем Благовещенского собора в Кремле, не имеет под собой оснований.
Вскоре был пожалован прапорщиком в Преображенский полк, где он продолжал службу до капитана.
При Анне Иоанновне состоял «в полевых войсках прокурором». В 1738 году вместе с Фёдором Ушаковым ездил в Тобольск вершить «слово и дело» над опальным князем Иваном Долгоруким. От пыток последний сошёл с ума. Этот эпизод описан в романе В. Пикуля «Слово и дело».
В 1740 году переведён прокурором в Генерал-берг-директориум. Обвинения Суворова в адрес главы учреждения в «самочинном» правлении был принуждён разбирать Правительствующий сенат. В это время он уже имел чин полковника.
2 февраля 1741 года уволен с должности прокурора полевых войск и определён к гражданским делам с чином коллежского советника.
29 марта 1753 года был представлен сенатом в обер-прокуроры Святейщего Синода, но по высочайшей резолюции пожалован в бригадиры, а в декабре 1753 произведён в генерал-майоры.
В 1754 году обратил на себя внимание императрицы Елизаветы и был в чине генерал-майора назначен членом Военной коллегии.
7 января 1758 года произведён в генерал-поручики с оставлением присутствовать в Военной коллегии.
В 1760 году командирован в действующую армию «состоять при провиантском правлении», на закупки провианта для солдат и офицеров Семилетней войны истратил 300 тысяч рублей.

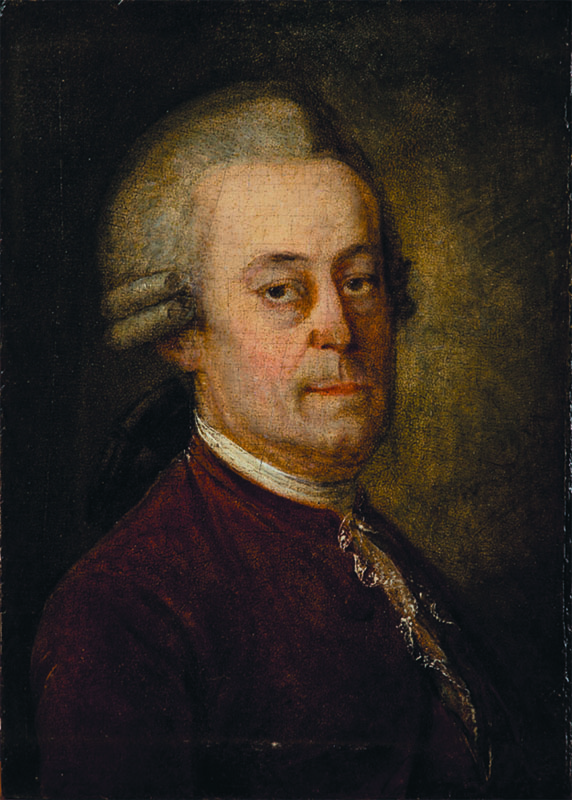
Портрет XVIII века.

В июне 1760 года награждён орденом Св. Александра Невского.
16 августа 1760 назначен сенатором. 12 сентября 1760 года был дан другой указ: «О невызове из армии до окончания компании назначенного 16-го августа в сенаторы Суворова».
В декабре 1760 года назначен генерал-губернатором (третьим по счёту) Восточной Пруссии. На этом посту сократил расходы на придворные увеселения, заказал новые походные иконостасы (поступили в Кёнигсберг, Мемель и Пиллау). Стал выставлять земельные лоты (амты) на аукционы, чем повысил доходы казны. Местные чиновники жаловались на суровость нового губернатора в Петербург. После ранения у отца в королевском замке гостил сын Александр, в то время ещё подполковник.
27 декабря 1761 года уволен от губернаторства.
30 января 1762 года Пётр III указом перевёл Суворова губернатором в Тобольск, однако тот не успел заступить на должность, ибо в июне принял участие в низложении Петра III, когда ему было поручено обезоружить и раскассировать лично преданных императору голштинцев.

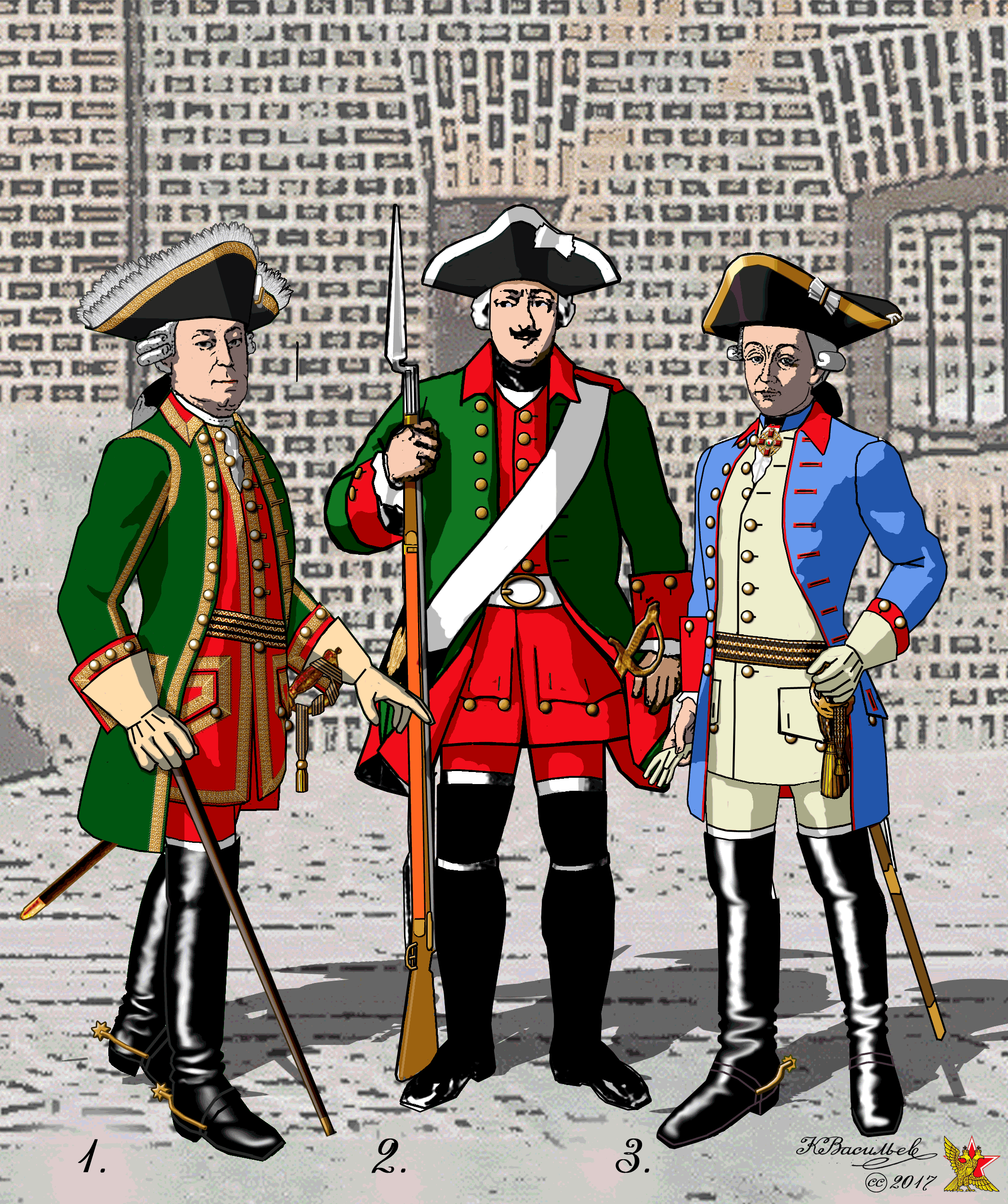
Василий Иванович Суворов и сын Александр в Кёнигсберге (реконструкция):
1. Пехотный генерал (Василий Иванович Суворов)
2. Мушкетёр пехотного полка
3. Штаб-офицер драгунского полка (Александр Васильевич Суворов)

Новой императрицей Екатериной II был произведён в премьер-майоры в лейб-гвардии Преображенский полк и в подполковники лейб-гвардии Измайловского полка. Занимался политическим сыском, в частности по делу камер-юнкера Фёдора Хитрово (1763).
Получил чин генерал-аншефа 3 (14) марта 1763 года. В 1763 году была учреждена особая комиссия о продаже казённых засек и «в дачах не бывалых земель» под председательством В. И. Суворова.
В 1766 году награждён орденом Св. Анны первой степени.
Биографы Суворова приводят следующее высказывание императрицы о его родителе:
Суворов мне очень предан и в высокой степени неподкупен; он без труда понимает, когда возникает какое-нибудь важное дело в тайной канцелярии; я бы желала доверяться только ему, но должна держать в узде его суровость, чтобы она не перешла границ, которые я себе предписала.
В конце жизни был сенатором. Выйдя в отставку в 1768 году, купил у вдовы Матвея Ржевского дом у Никитских ворот.
Суворов знал несколько языков и перевёл сочинение Вобана «Основание крепостей». Его обширной библиотеке, по преимуществу из военных сочинений, был обязан своим первоначальным военным образованием и жизненным выбором Александр Васильевич Суворов.
Василий Иванович Суворов умер в возрасте 70 лет и был похоронен в церкви Фёдора Студита у Никитских ворот.

## Память
В церкви Рождества Богородицы в деревне Рождествено Мытищинского района Подмосковья сын установил в память о нём белокаменный саркофаг — вероятно, кенотаф.
В советские годы храм был разорён, кресты, установленные при А. В. Суворове, сняты, а надгробие его отца — выброшено на улицу. В 1970-е годы реставраторам под руководством Сергея Демидова удалось вернуть кресты и надгробие на место. Однако зимой 2017 года оно снова было выброшено — на этот раз из действующего храма, где в это время проводился «ремонт». Кресты утрачены и заменены на типовую продукцию фабрики «Софрино».
Обсуждается вопрос об установке в Калининграде памятника В. И. и А. В. Суворовым.

## Семья
Василий Иванович Суворов в возрасте 15 лет женился на Авдотье Федосеевне Мануковой, дочери петербургского судьи из «старинного рода московского служилого дворянства». В приданое невеста получила имение в Орловском уезде и дом на Арбате у церкви Николы Явленного, где у супругов родились сын и дочери:
- Александр (1730—1800) — генерал-фельдмаршал, генералиссимус.
- Мария Васильевна, с 1752 года была женой Алексея Васильевича Олешева[13]. Их семейная жизнь продлилась всего 3 года[14].
- Анна Васильевна (1744—1813), жена князя Ивана Романовича Горчакова. Похоронена в Москве в Донском монастыре около главной церкви.

По сведениям Н. М. Молевой, «в 1741 году молодая семья с детьми перебирается в Покровское, но уже через несколько лет Авдотьи Федосеевны не станет и похоронят её у алтаря того же Фёдора Студита, где, по преданию, крестили её единственного сына».